# Alnus vermicularis
Alnus vermicularis är en björkväxtart som beskrevs av Takenoshin Nakai. Alnus vermicularis ingår i släktet alar, och familjen björkväxter. Inga underarter finns listade.